# Evan Yates
Evan Michael Yates (Cincinnati, 24 gennaio 1991) è un cestista statunitense.